# Tony Díaz
Antonio "Tony" Díaz del Bó (Buenos Aires, 16 de febrero de 1938-Madrid, 26 de septiembre de 2014) fue un arquitecto, teórico y docente argentino que desarrolló su práctica profesional en Argentina y España. Fue fundador, junto con Justo Solsona, Rafael Viñoly y Ernesto Katzestein de “La Escuelita”, un centro alternativo de enseñanza e investigación de la arquitectura que funcionó en Buenos Aires entre 1978 y 1983.

## Biografía
Nació en el barrio de Mataderos (Buenos Aires) en 1938 y es hermano del escritor y dibujante Geno Díaz. Estudió en el Colegio Nacional de Buenos Aires, siendo presidente de su centro de estudiantes en 1955. Se recibió de arquitecto en la Facultad de Arquitectura y Urbanismo de la Universidad Nacional de Buenos Aires (UBA) en 1964. Tras el golpe de Estado de Juan Carlos Onganía y la intervención de las universidades en 1966, Díaz se radicó en Santiago de Chile, donde trabajó en el Estudio Bresciani-Valdés-Castillo-Huidobro. En 1968 se trasladó en Florencia (Italia), donde realizó estudios de posgrado. A finales 1969, gracias a una beca del British Council, se radicó en Londres, Reino Unido. Allí continuó su formación en la Architectural Association obteniendo un diploma en planeaminto urbano en 1971.
Regresó a Argentina in 1971 y se incorporó al estudio de Miguel Baudizzone, Jorge Erbin, Jorge Lestard y Eithel Traine. En 1980, debido a diferencias profesionales y personales, deja Baudizzone-Díaz-Erbin-Lestard-Varas y forma su propio estudio, primero junto a Chapi D’Angelo y luego individualmente, con Luís Ibarlucía como principal colaborador.  En 1988 vuelve a Europa, radicandose definitivamente en Madrid donde forma su estudio, inicialmente conjuntamente con los arquitectos Eduardo Leira y Damian Quero y luego en solitario.
Inició su actividad docente como ayundate en los talleres de Juan Manuel Borthagaray y R. Rivarola (1964-1966). Fue catedrático de la Facultad de Arquitectura y Urbanismo de la UBA (1984-1988) siendo su taller uno de los más numerosos. En esa misma institución fue director de la Cátedra libre Wladimiro Acosta para la difusión del pensamiento arquitectónico (1986-1988). En 1989-90 enseñó en la Graduate School of Design de la Universidad de Harvard. En España fue profesor de Proyectos en la Escuela Técnica Superior de Arquitectura de la Universidad Politécnica de Madrid (1990-1995)  y profesor del Máster de Proyecto de las Periferias en la Universidad Politécnica de Barcelona (1994). 
Fue cofundador, junto a junto con Rafael Viñoly, Justo Solsona y Ernesto Katzestein de “La Escuelita”. En esta institution de enseñanza de la arquitectura dictaron conferencias, entre otros, Aldo Rossi, Rafael Moneo, Álvaro Siza y Tomás Maldonado. Con el retorno de la democracia a Argentina, La Escuelita cerró sus puertas en 1983 y muchos de sus docentes se reincoporaron a la Universidad.
Sus obras y proyectos han sido publicados en revistas internacionales (A + U, Domus, Summa, UR, Arquitectura y Vivienda, Spazio e Societá, Geometría, etc.) y expuestos, entre otros lugares, en la Bienal de Arquitectura de París y en la Bienal de Venecia. En el 2023, el Fondo Nacional de las Artes, en Colaboración con la Cátedra Antonio Díaz para el estudio y la búsqueda de consistencia entre las ideas y la arquitectura organizó la exposición homenaje TONY DÍAZ, ARQUITECTURA, IDEAS Y DIBUJOS (1969-2013).
Fue miembro de la Academia Nacional de Bellas Artes (Argentina).
Tony Díaz murió en Madrid en 2014.
Actualmente, la Cátedra Tony Díaz para el estudio y la búsqueda de consistencia entre las ideas y la arquitectura realiza diálogos sobre la enzeñanza de la arquitectura, el diseño y el urbanismo.

## Algunas de sus obras

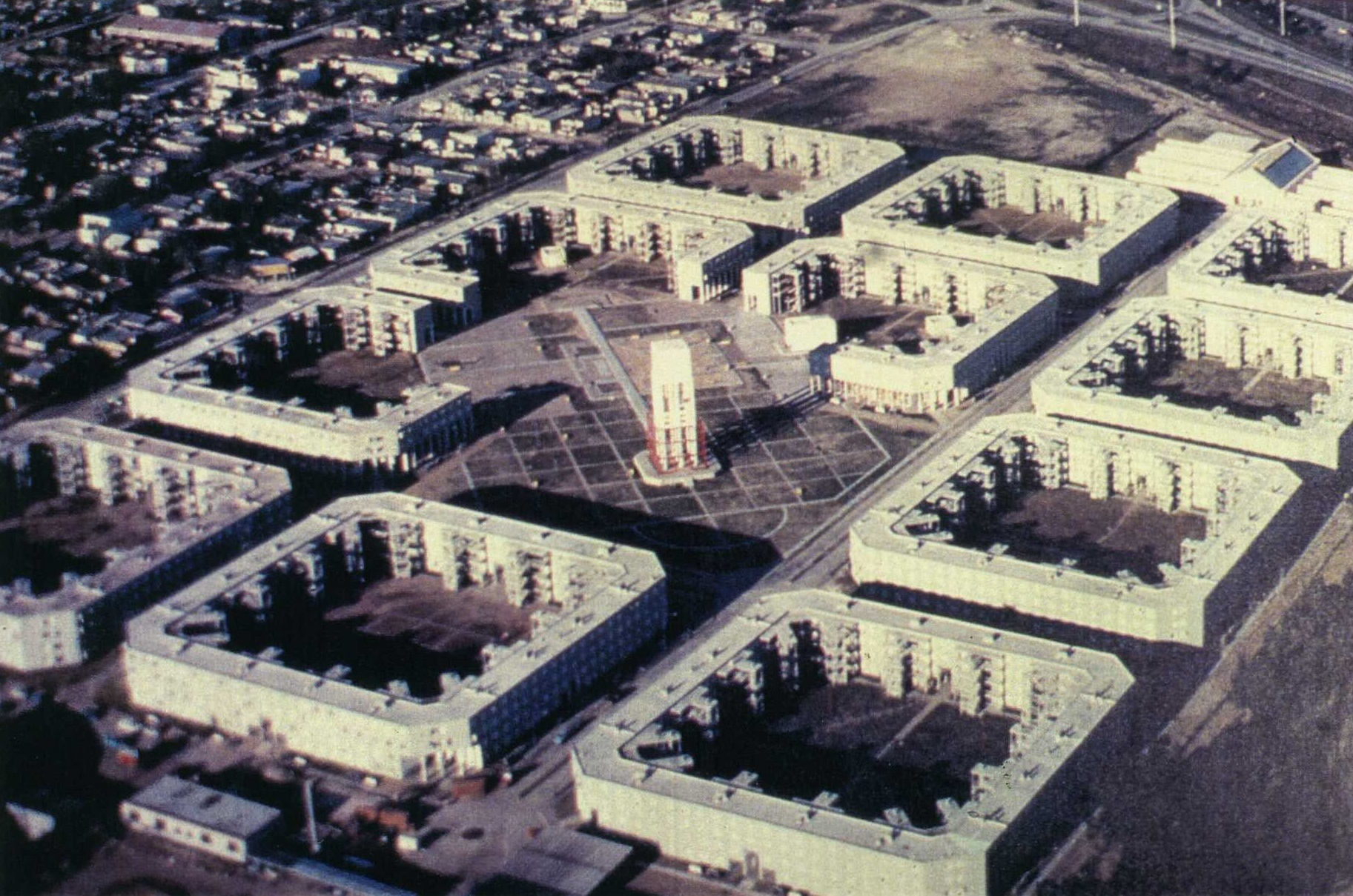
Barrio Centenario. Conjunto de 1289 viviendas, Escuela Primaria y Guardería, Santa Fe, Argentina. 1978

- Manzana 11.1.2 Ensanche Sur de Alcorcón. 105 viviendas, Alcorcón, España, 2010.[13]
- Manzana 19.1.1 Ensanche Sur de Alcorcón. 108 viviendas, Alcorcón, España,  2009.
- Manzana 2.3.1 Ensanche Sur de Alcorcón. 106 viviendas, Alcorcón, España, 2008.
- Edificio Sede Central para Unión Eléctrica FENOSA. Madrid, España, 2000.
- Manzana E2.8 / Madrid Sur. 134 viviendas, Madrid. España. 1990.
- Laboratorios para Investigaciones Biotecnológicas. BIOSIDUS S.A.. Buenos Aires, Argentina, 1986/87[14]
- Balneario en Pinamar. Pinamar, Argentina, 1982
- Barrio Centenario. Conjunto de 1289 viviendas, Escuela Primaria y Guardería, Santa Fe, Argentina. 1978
- Casas particulares en Ingeniero Maschwitz. Ing. Maschwitz, Pcia. de Buenos Aires, Argentina. 1978

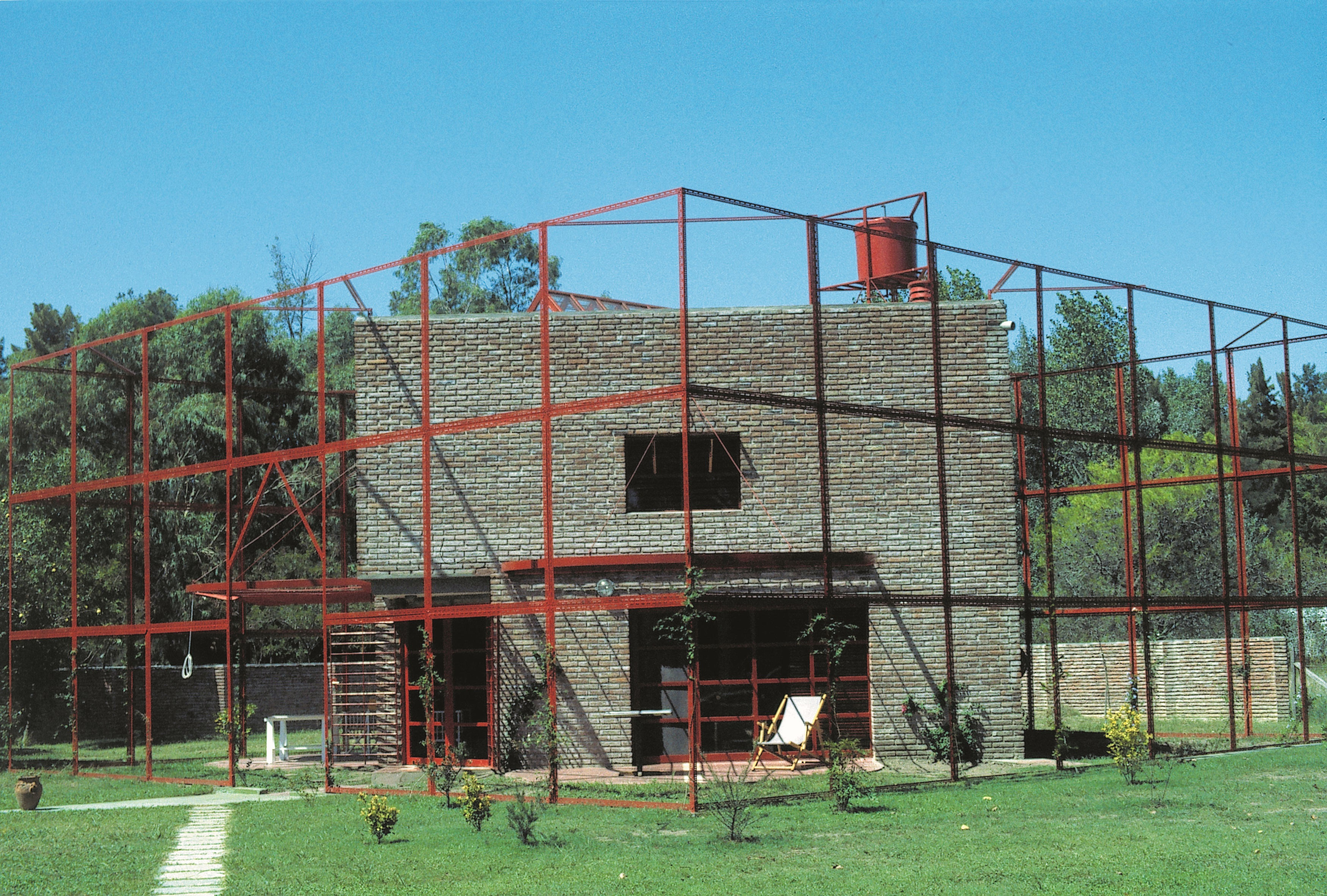
Casa particular en Ingeniero Maschwitz (Buenos Aires, Argentina) diseñada por el arquitecto Tony Diaz en 1978

- Edificio Estuario

## Libros
- Apuntes de Arquitectura (Concentra, 1981)

- La Escuelita 1976 - 1981: 5 años de enseñanza alternativa en la Argentina (Espacio Editora, 1981; junto con Justo Solsona)

- Relevamientos. 1984-1985 Taller Tony Díaz. (FAU - UNBA, 1985)

- Textos de Arquitectura (CP67 Editorial, 1987)

- Incertidumbres (Arquitectura Veintiuno, 2002)[15]

- Tiempo y Arquitectura  (Ediciones Infinito,  2009)